# Microrregión de Sinop
La microrregión de Sinop es una de las microrregiones del estado brasilero de Mato Grosso perteneciente a la mesorregión Norte Mato-Grossense. Su población fue estimada en 2006 por el IBGE en 176.041 habitantes y está dividida en nueve municipios. Posee un área total de 49.375,919 km².

## Municipios
- Cláudia
- Feliz Natal
- Itaúba
- Marcelândia
- Nova Santa Helena
- Santa Carmem
- Sinop
- União do Sul
- Vera

- Datos: Q2548101